# Мулай Хасан (стадіон)
Стадіон «Мулай Хассан» — футбольний стадіон у районі Ель-Юссуфія, Рабат, Марокко, який з 2012 року є домашньою ареною футбольного клубу ФЮС. Стадіон має місткість 12 000 місць. Стадіон був реконструйований у 2012 році та знесений у 2024 році.
Стадіон знесли 2024 року в межах підготовки Марокко до проведення Кубка африканських націй 2025 року та чемпіонату світу з футболу серед жінок U-17 2025 року. Проєкт реконструкції передбачав збільшення місткості стадіону до 22 000 глядачів та будівництво комерційних центрів на території стадіону, щоб він став справжнім міським стадіоном, повністю інтегрованим з навколишніми громадськими просторами, щоб активно сприяти життю столиці Марокко. Він являє собою сучасне та екологічно свідоме вираження марокканської культури. Поєднання глазурованої теракоти — споконвічного матеріалу та майстерності — з найсучаснішими технологіями та інженерією створило знаковий дизайн стадіону, який велично здіймається у небосхил Рабату.

## Події

### Кубок африканських націй 2025 року
| Дата                | Місцевий час | Команда № 1          | Результат | Команда № 2        | Круглий    |
| ------------------- | ------------ | -------------------- | --------- | ------------------ | ---------- |
| 24 грудня 2025 року | --:--        | Алжир                | –         | Судан              | Група E    |
| 28 грудня 2025 року | --:--        | Алжир                | –         | Буркіна-Фасо       | Група E    |
| 31 грудня 2025 року | --:--        | Екваторіальна Гвінея | –         | Алжир              | Група E    |
| 6 січня 2026 року   | --:--        | Переможець групи E   | –         | 2-ге місто групи D | 1/8 фіналу |